# 蓮花菰屬
蓮花菰屬（学名：Thonningia）为蛇菰科的一属植物。

## 下属物种
本属包括以下物种：
- 白莲花菰 Thonningia alba L.J.T.Cardoso & J.M.A.Braga, 2024[2]
- 莲花菰 Thonningia sanguinea Vahl